# Чаша терпения
«Чаша терпения» — советский фильм-мелодрама режиссёра Евгения Матвеева, снятый в 1989 году на киностудии «Мосфильм».

## Сюжет
Действие фильма происходит во времена Перестройки.
Однажды добрый охотовед Иван Савельевич Медников знакомится с женщиной — молодой, но уже хлебнувшей горя вдовой Елизаветой Андреевной, работающей продавщицей в местной шашлычной. Её сын Сергей не может ходить. Иван Савельевич влюбляется в Елизавету Андреевну. Несмотря на большую разницу в возрасте главные герои понимают, что не смогут жить друг без друга. Но происходит несчастье: разгулявшаяся в заповеднике мафия местных воротил во главе с Андреем Владимировичем Громовым убивает Елизавету Андреевну. В отместку Иван Савельевич убивает Громова и его приятеля Валентина и остаётся один на один со своей бедой и желанием наказать остальных преступников. Мужчина встаёт на путь мести, в то время как Сергей, рано оставшийся без матери, может ходить.

## В ролях
- Евгений Матвеев — Иван Савельевич Медников, охотовед
- Ольга Остроумова — Елизавета Андреевна, продавщица в шашлычной
- Юрий Демич — Андрей Владимирович Громов, главарь мафии
- Илья Колдашов — Сергей, сын Елизаветы Андреевны
- Фёдор Одиноков — Дубоносов-старший, инспектор милиции
- Сергей Иванов — Дубоносов-младший, старший лейтенант милиции
- Валентин Брылеев — Деревянкин, посетитель шашлычной
- Юрий Горобец — Николай Афанасьевич, начальник
- Игорь Кашинцев — главный врач в психиатрической больнице
- Римма Маркова — Надежда Дмитриевна, учительница
- Александр Новиков — Валентин
- Александр Пятков — Банников, посетитель шашлычной
- Фёдор Смирнов — посетитель шашлычной
- Александр Толмачёв — Васильков